# Taraxacum marginellum
Taraxacum marginellum é uma espécie de planta com flor pertencente à família Asteraceae. 
A autoridade científica da espécie é H.Lindb., tendo sido publicada em Itin. Mediterr. (Act. Soc. Sc. Fenn. n. s. B, i. No. 2) 171 (1932)..
Os seus nomes comuns são dente-de-leão, o-teu-pai-é-careca ou taráxaco.

## Portugal
Trata-se de uma espécie presente no território português, nomeadamente em Portugal Continental.
Em termos de naturalidade é nativa da região atrás indicada.

## Protecção
Não se encontra protegida por legislação portuguesa ou da Comunidade Europeia.